# Hans Sima

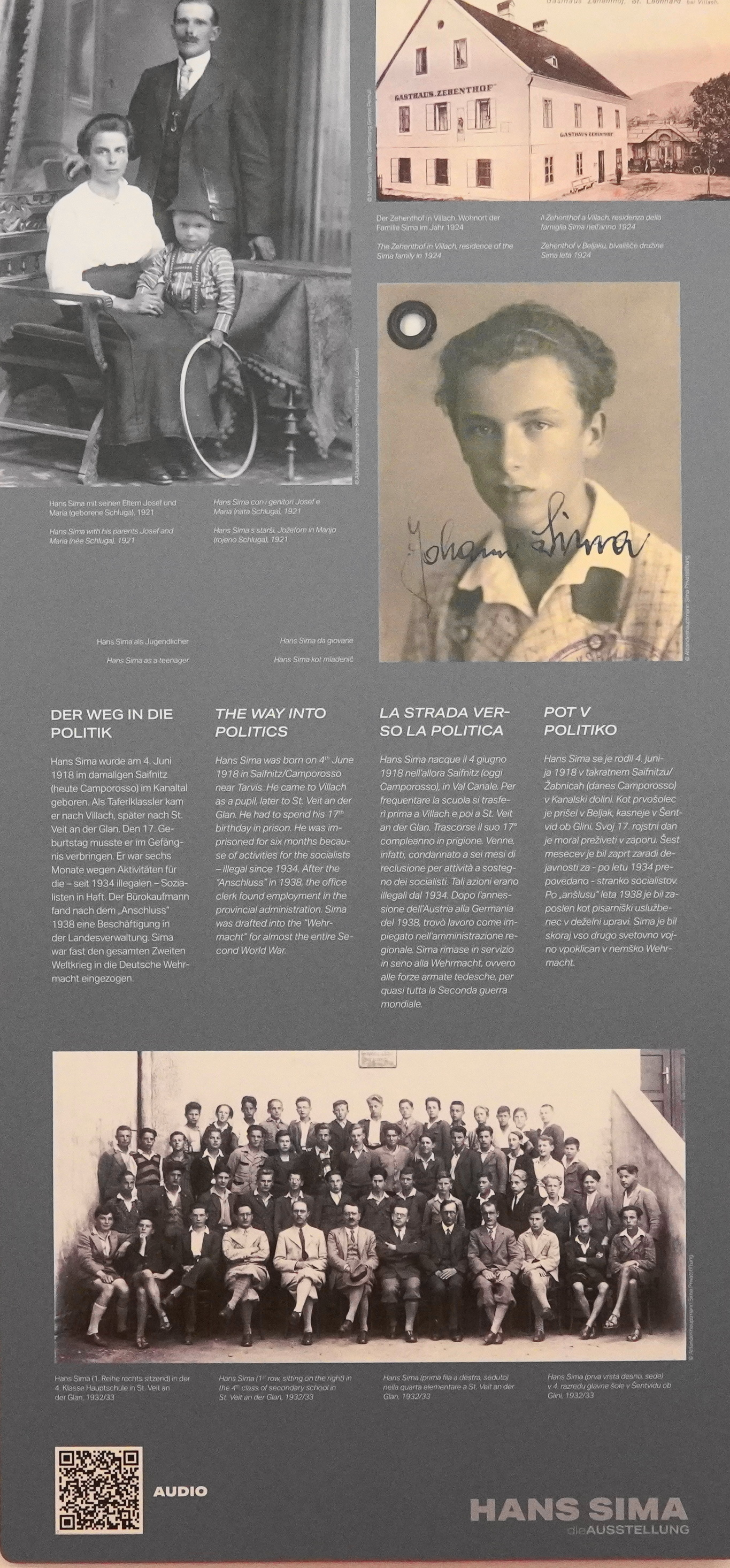
Ausstellungstafel 2023: Hans Sima, Landeshauptmann von Kärnten (1965–1974)

Hans Sima (* 4. Juni 1918 in Saifnitz, Österreich-Ungarn, als Johann Josef Sima, auch Johann Sima; † 7. Oktober 2006 in Klagenfurt, Österreich) war ein österreichischer Politiker (SPÖ). Von 1965 bis 1974 war er Landeshauptmann von Kärnten.

## Leben

### Kindheit und Jugend
Johann Josef Sima, kurz Johann Sima, wurde am 4. Juni 1918 in Saifnitz im Kärntner Kanaltal geboren, seine Schwester Anna folgte 1922. Deren Eltern waren Josef (* 1892) und Maria Sima, geborene Schluga (* 1888). Sie stammten aus einer kleinbäuerlichen, gemischtsprachigen (deutsch-slowenischen) Familie. Nach dem Waffenstillstand am Ende des Ersten Weltkrieges wurde das Tal von Tarvis bis Pontafel (ital. Pontebba) im November 1918 von italienischen Truppen besetzt und 1919 als Kriegsbeute zu Italien geschlagen. Saifnitz erhielt dann den italienischen Namen Camporosso.
Als Hans Sima ins Schulalter kam, übersiedelte er mit seiner Familie – wie viele andere Kanaltaler – nach Kärnten in seinen neuen Grenzen der Republik Österreich, und zwar nach Sankt Veit an der Glan. Dort engagierte sich Hans Sima schon früh bei den Roten Falken. Nachdem er die Hauptschule absolviert hatte, begann er im Jahr 1933 eine Ausbildung zum Kaufmann. Gerade 17-jährig, wurde er von den Behörden des austrofaschistischen Ständestaates wegen seiner Zugehörigkeit zur Sozialdemokratie für sechs Monate verhaftet.

### Politischer Werdegang
Nachdem er seine Ausbildung abgeschlossen hatte, wurde er 1938 in den öffentlichen Dienst der Kärntner Landesverwaltung aufgenommen. Mit dem Ende des Zweiten Weltkriegs, aus dem er schwer verwundet zurückkehrte, begann seine politische Karriere in der Sozialdemokratie: Man ernannte Hans Sima zum Landesparteisekretär der Kärntner SPÖ – eine Position, die er bis 1956 innehaben sollte.
In der Folge bekleidete er nicht nur verschiedene Funktionen in der SPÖ, sondern war für seine Partei auch Abgeordneter zum Kärntner Landtag (1949), Mitglied des Bundesrates (1953 bis 1956), Landesrat der Kärntner Landesregierung (1956 bis 1963) und Landeshauptmann-Stellvertreter (1963 bis 1965). Schließlich wurde er 1965 als Nachfolger von Ferdinand Wedenig zum Landeshauptmann von Kärnten gewählt.
Hans Sima suchte als Landeshauptmann den Dialog mit den Kärntner Slowenen, scheiterte jedoch letztlich an der von Deutschnationalen gegen jedes Entgegenkommen an die slowenische Minderheit geschürten feindseligen Stimmung im Land. Nach dem Versuch von Bundeskanzler Bruno Kreisky, den Ortstafelstreit mithilfe eines Bundesgesetzes einer endgültigen Lösung zuzuführen, kam es zu Bombendrohungen, Beschädigungen und Demontagen von zweisprachigen Ortstafeln und Protesten auch vor dem Wohnhaus Simas (Ortstafelsturm). In der Folge verlor Sima die Unterstützung seiner Partei, sodass er am 19. Mai 1973 beim SPÖ-Landesparteitag abgewählt wurde und in Folge 1974 auch das Amt des Landeshauptmanns niederlegen musste. In beide Positionen folgte ihm Leopold Wagner nach. Sima nannte die Ereignisse „eine fürchterliche Enttäuschung, die er seit diesen Tagen nicht mehr losgeworden sei“.
Hans Simas Enkelin Ulli Sima ging (in Wien) ebenfalls für die SPÖ in die Politik.

### Förderer der Kunst, Erneuerer und Kosmopolit
Hans Sima war auch ein Förderer der Kunst, den etwa mit Werner Berg oder Giselbert Hoke eine tiefe persönliche Freundschaft verband.
In Hans Simas Amtszeit als Landeshauptmann wurde die Universität Klagenfurt gegründet – und er war ein Kosmopolit: Schon in seiner Antrittsrede als Kärntner Landeshauptmann 1965 betonte er die zentrale Funktion Kärntens „im Schnittpunkt dreier Kulturkreise“ und begann eine rege Besuchsdiplomatie zwischen Klagenfurt, Laibach und Triest.
Im Jahr 2000 begründete Sima die Privatstiftung zur Erforschung der Kärntner Zeitgeschichte und zur Förderung des Alpen-Adria-Gedankens mit Sitz beim Zeitgeschichte-Institut an der Universität Klagenfurt. Gründungsmitglieder des Stiftungskuratoriums waren Altbundeskanzler Franz Vranitzky und „der bekannte ORF-Zeitgeschichtler Hugo Portisch“. Vranitzky gab der Stiftung „mit auf den Weg“, dass diese „der Gefahr einer jeweils aktualisierenden ‚Geschichtsumschreibung‘ wirkungsvoll […] begegnen“ solle.

## Sein politisches Vermächtnis
Als junger Abgeordneter und als Bundesrat setzte Hans Sima sich besonders für Finanzfragen ein. Ein wichtiges Anliegen war es ihm, ein Nachholprogramm für die von den Vorkriegsregierungen vernachlässigten Gebiete in Südkärnten umzusetzen. 1968 wurde Südkärnten auf Initiative von Sima eine „Abstimmungsspende“ von damals beachtlichen 15 Millionen Schilling gewährt.
In seinem weiteren politischen Wirken setzte er sich entschieden für die slowenische Minderheit ein und forcierte sowohl auf Landes- wie auch auf Bundesebene die Aufstellung von zweisprachigen Ortstafeln, was ihm letztlich seine politischen Ämter gekostet hat. So verurteilte Sima, nachdem im November 1971 bereits zum dritten Mal das Partisanengrab in Ebenthal beschmiert wurde, diese Taten in der Sitzung des Kärntner Landtags am 30. November 1971 mit „daß Ebental nicht zur Ruhe kommt, das ist gelinde gesagt eine Schweinerei“. Im Weiteren gab er in der Minderheitenfrage abermals eine explizite Minderheitenfeststellung ab. Als Aktivum führte er die im Kärntner Erlasswege erfolgte Zuerkennung der slowenische Sprache als zweite Amtssprache an. Auf der Passivseite sei jedoch „im besondern die Frage der topographischen Aufschriften der Ortstafeln zu verzeichnen“ gewesen. Des Weiteren führte Sima aus:

„Ich sage es hier ganz deutlich, es wird unser Bestreben sein müssen, in absehbarerer Zeit eine Lösung zu suchen und zu finden, mit der wir der Verpflichtung des Staatsvertrages, auf die unsere slowenischen Landsleute in Kärnten mit Recht pochen können, erfüllen. […] Daß jede Lösung weder dem einen noch dem anderen ganz recht sein wird, dem einen wird es zu viel sein und dem anderen, […] wird es viel zu wenig sein, das ist mir ganz klar. Aber der gute und ehrliche Wille muß von uns als den verantwortlichen politischen Kräften – und das sind wir sicherlich – nicht nur die Kräfte in Wien, die formal die Entscheidungen zu treffen haben – unter Beweis gestellt werden.“

Der am 15. Juni 1972 im Nationalrat eingebrachte Antrag zur Einführung von deutschen und slowenischen Ortstafeln in gemischtsprachigen Orten Kärntens ging auch auf seine Initiative zurück. Die dadurch ausgelösten, als Ortstafelsturm benannten Auseinandersetzungen sowie deutliche Verluste der SPÖ bei den Gemeinderatswahlen in Kärnten am 25. März 1973 führten schließlich zu Simas politischem Ende.

### Politisches Ende
Am SPÖ-Landesparteitag am 19. Mai 1973 kandidierte Sima zur Wiederwahl als Landesparteiobmann und verband diese mit einer vorgelagerten Vertrauensabstimmung. Diese verlor er mit 241 Delegiertenstimmen für gegen 217 gegen ihn. Danach erfolgte die eigentliche Wahl ohne Sima. Gewählt und damit Landesparteiobmann wurde Leopold Wagner mit 231 Stimmen gegen Hans Kerstnig mit 85 und Hans Schober erhielt 116 Stimmen. Sima wollte daraufhin dennoch – bei Ämtersplittung – bis zur Landtagswahl in Kärnten 1975 Landeshauptmann bleiben und nicht vorher an den Landesparteiobmann Wagner abgeben. Daraufhin folgten innerparteiliche Turbulenzen sowohl in Kärnten als auch in der Bundespartei sowie auch ein für die SPÖ mediales Debakel. Erst nach längerem Druck und Ultimaten seitens der Partei trat Sima letztlich am 19. April 1974 zurück und übergab an Wagner.

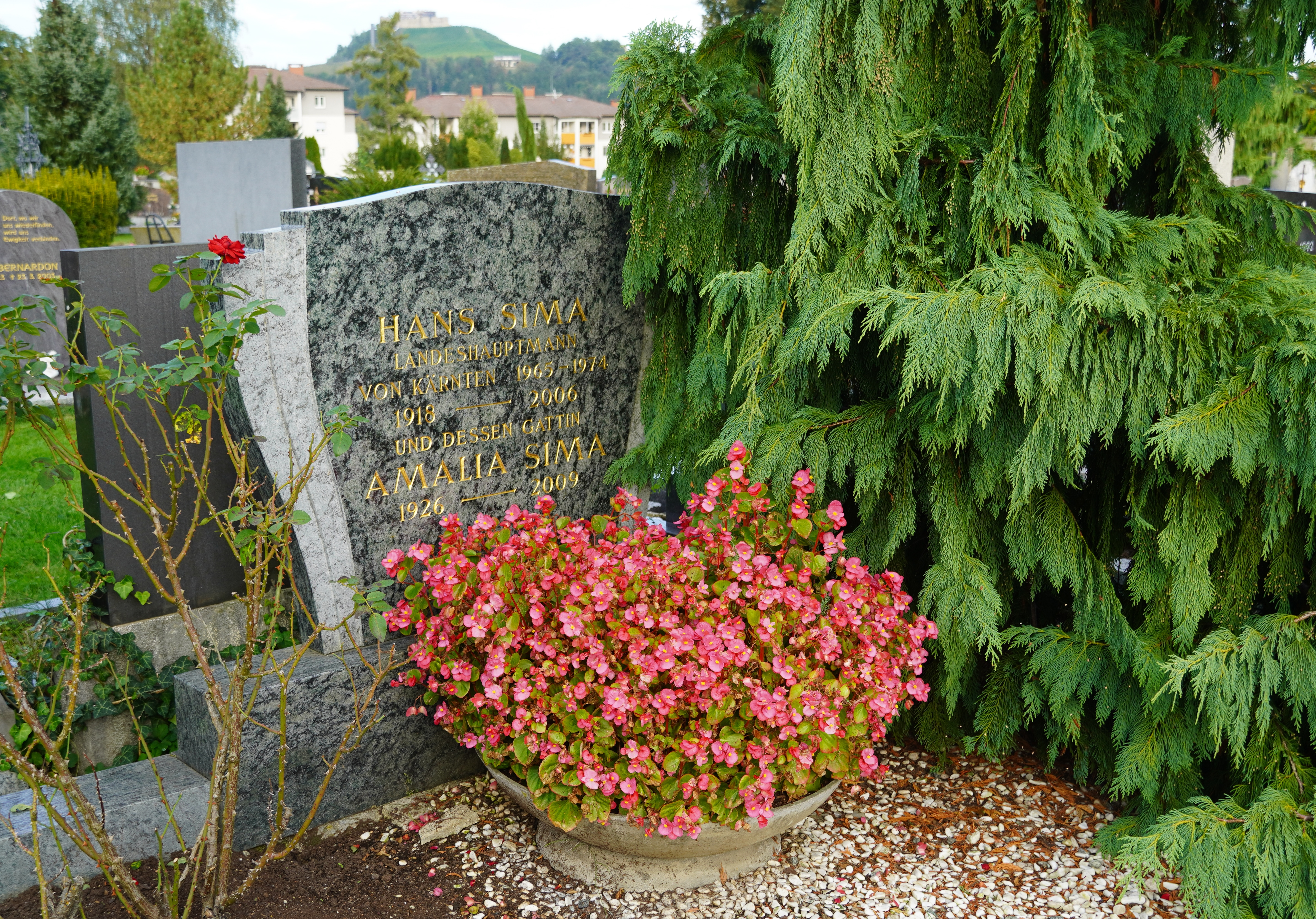
Grab in St. Veit an der Glan

Hans Sima zog sich anschließend nahezu vollständig aus der Politik zurück. Er wurde in Sankt Veit an der Glan beerdigt.

## Auszeichnungen und Würdigung
- 1962: Großes Goldenes Ehrenzeichen für Verdienste um die Republik Österreich[12]
- 1968: Großes Silbernes Ehrenzeichen am Bande für Verdienste um die Republik Österreich[12]
- 2023: Hans Sima – die Ausstellung. Viersprachige zeitgeschichtliche Sonderschau in der Arbeiterkammer-Bibliothek, September bis 31. Dezember 2023.[1]